# 民主联盟/争取劳动党运动
民主联盟/争取劳动党运动（法语：Ligue Démocratique/Mouvement pour le Parti du Travail）是塞内加尔的一个左翼政党。该党成立于1975年4月，当时的名字是民主联盟。1981年7月9日，该党成为合法政党。1970年代后期，该党开始提倡将塞内加尔的马克思主义左翼整合为一个统一的政党，在那以后，该党改用现在的党名。该党目前已放弃马克思列宁主义意识形态。该党的下属青年组织是民主青年运动。